# Pipistrellus endoi
Pipistrellus endoi é uma espécie de morcego da família Vespertilionidae. Endêmica do Japão, onde é registrada somente em Honshu e Shikoku. Os seus habitats naturais são:  florestas temperadas.